# Aspalathus pinea
Aspalathus pinea är en ärtväxtart som beskrevs av Carl Peter Thunberg. Aspalathus pinea ingår i släktet Aspalathus och familjen ärtväxter.

## Underarter
Arten delas in i följande underarter:
- A. p. caudata
- A. p. pinea